# Schloss Lang (Feldkirchen in Kärnten)

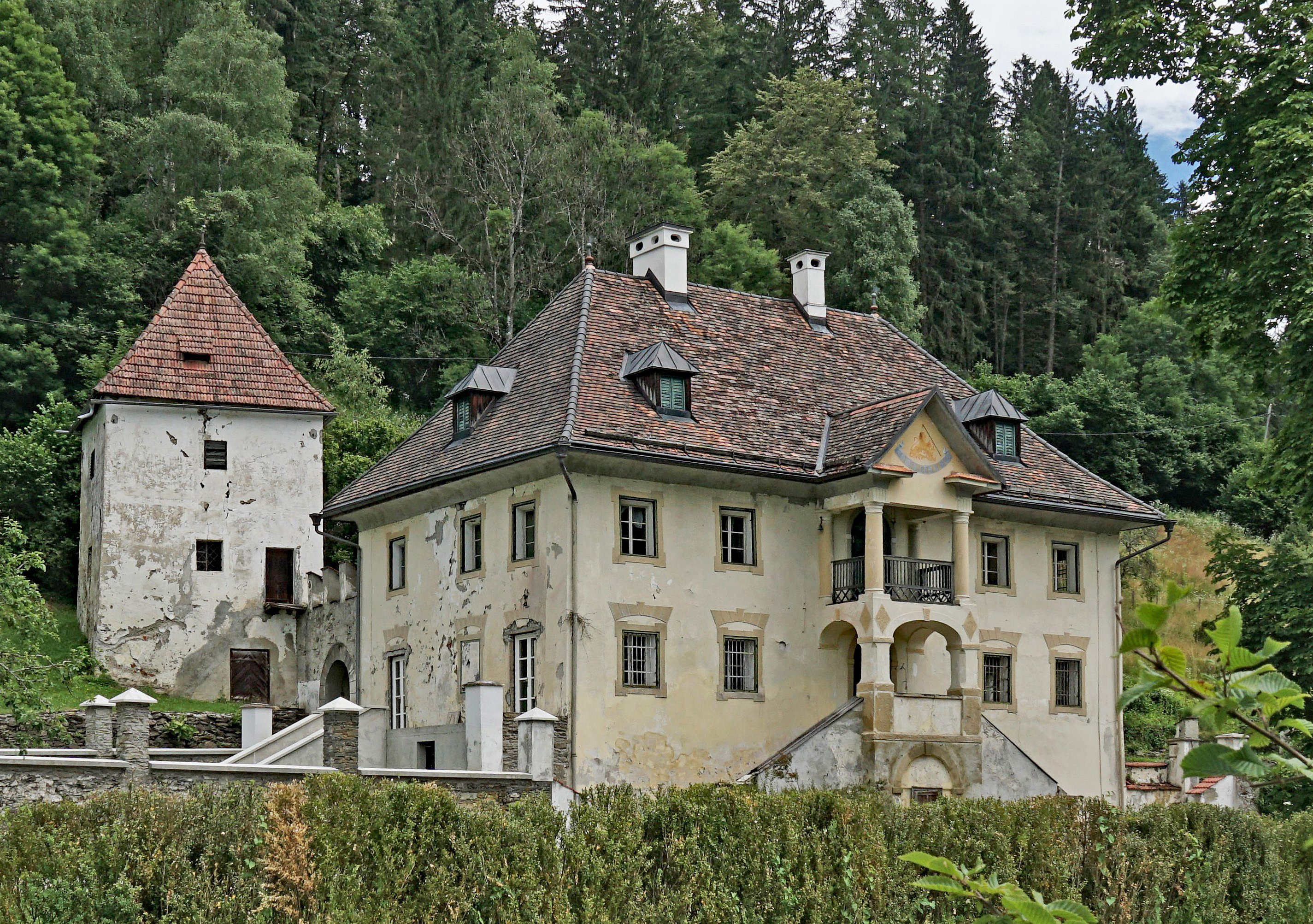
Schloss Lang

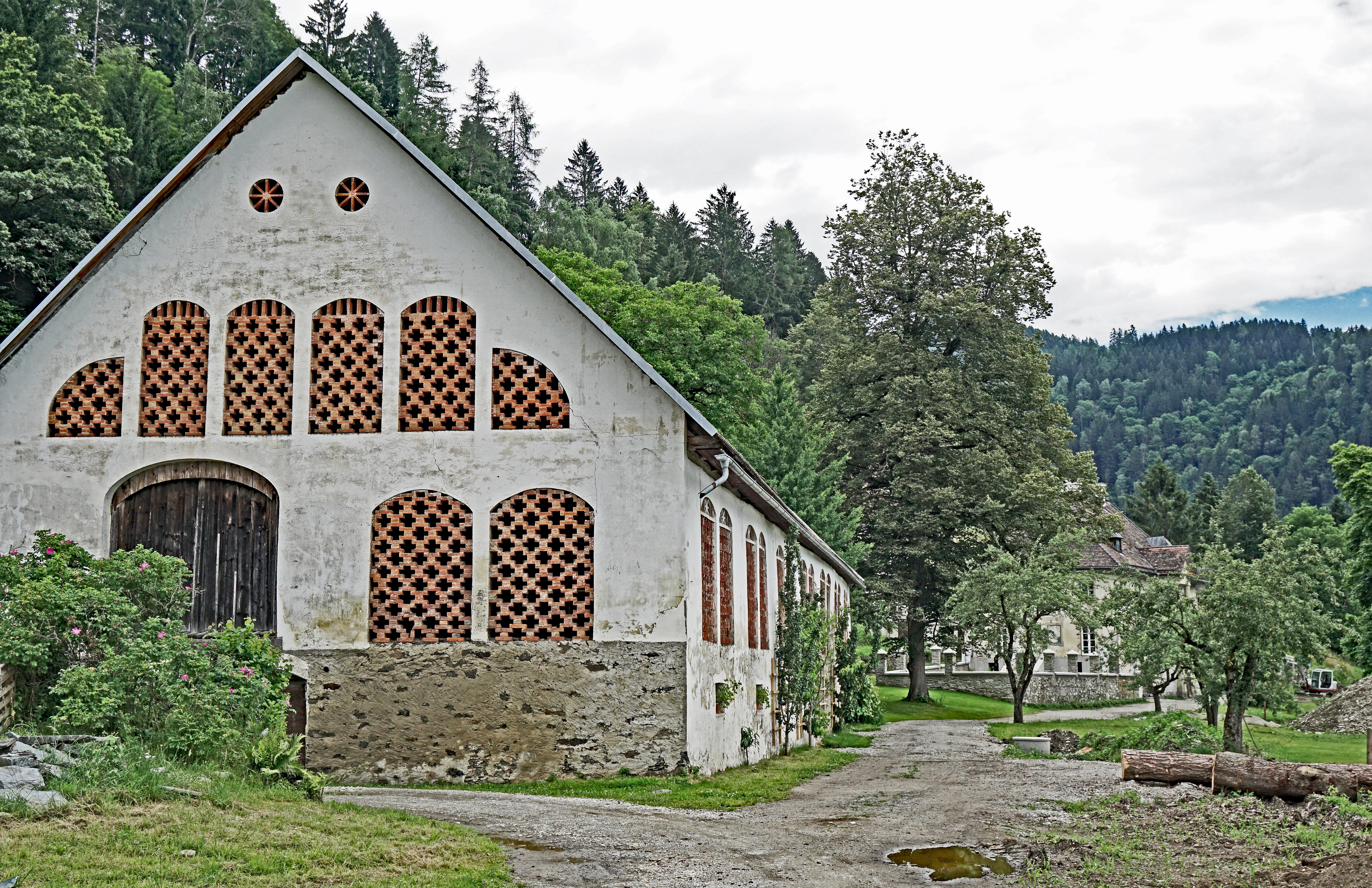
Blick in die Hofeinfahrt

Das Schloss Lang, auch Schloss Langg, in der Gemeinde Feldkirchen in Kärnten ist von einem kleinen Park umgeben.

## Geschichte
Schloss Lang wurde 1306 erstmals urkundlich genannt. 1440 gehörte das Anwesen der Familie Pybriacher, den Inhabern der Herrschaft Himmelberg. In der Folge wechselten die Besitzer häufig. Im 18. Jahrhundert saß die Familie Jabornegg auf Schloss Lang. 1810 brannte das Schloss ab. 1831 kam das Anwesen an die Familie Platzer. Heute ist es weiterhin in Privatbesitz.

## Beschreibung
Das Schloss ist ein zweigeschoßiger Bau mit einer Fassade des 19. Jahrhunderts. Der später hinzugefügte Mittelrisalit ist durch Loggien geöffnet. An der doppelläufigen Treppe sind zwei römerzeitliche Votivaltäre für Jupiter eingemauert, die wohl aus Tiffen stammen. Der nordwestlich des Schlosses stehende, quadratische Befestigungsturm mit einem Pyramidendach ist durch einen Mauerzug mit dem Hauptgebäude verbunden. Nördlich am Hang befindet sich der 1478 urkundlich genannte Stampferturm, ein Überrest der ehemaligen Befestigungsanlage.
Im Keller sind Gewölbe vom Anfang des 16. Jahrhunderts erhalten. Das Obergeschoß ist mit drei Empire-Kachelöfen ausgestattet.
Der zugehörige Stadel hat Ziegelgitterfenster mit Lamellenstruktur.

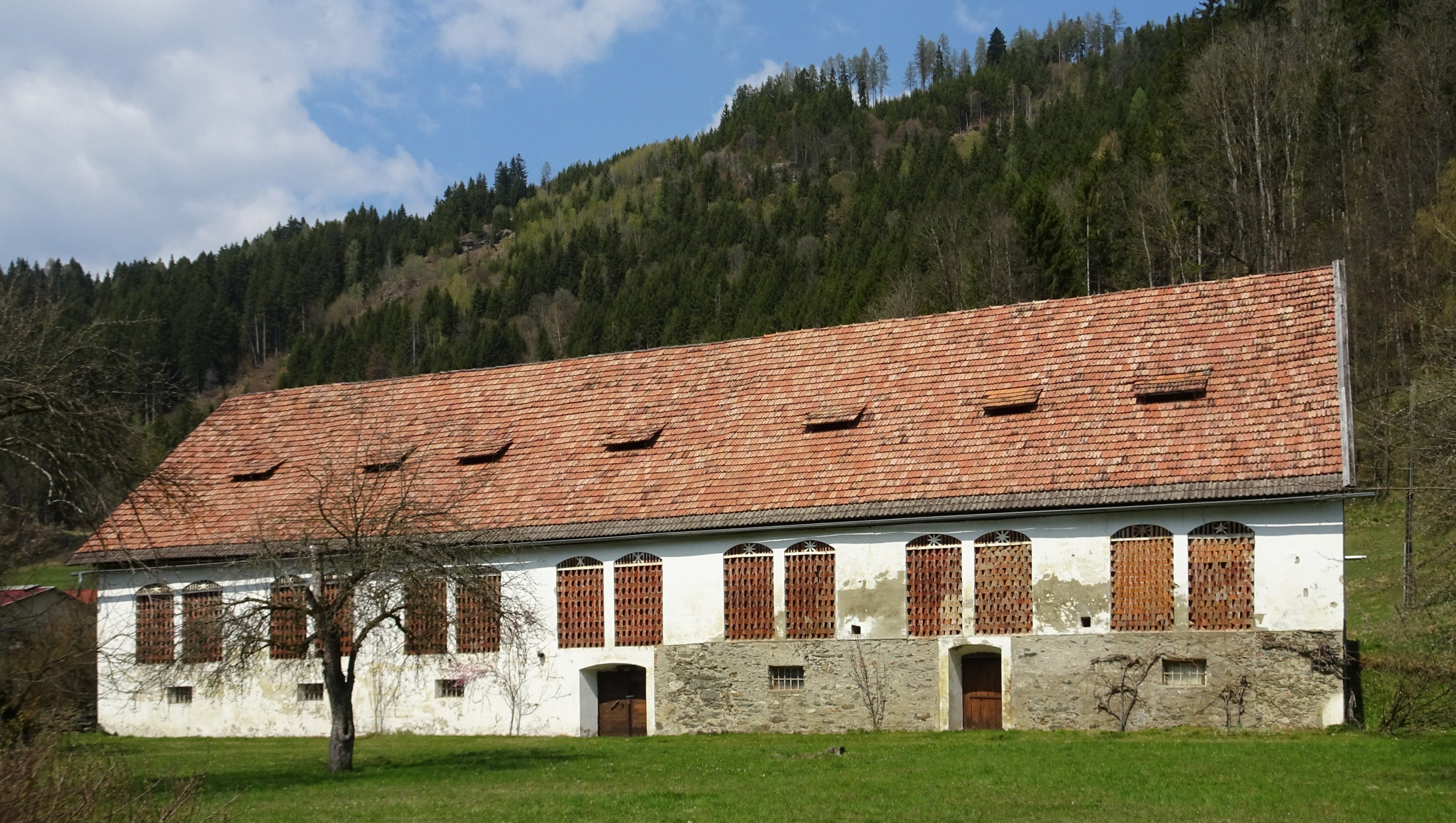
Stadel
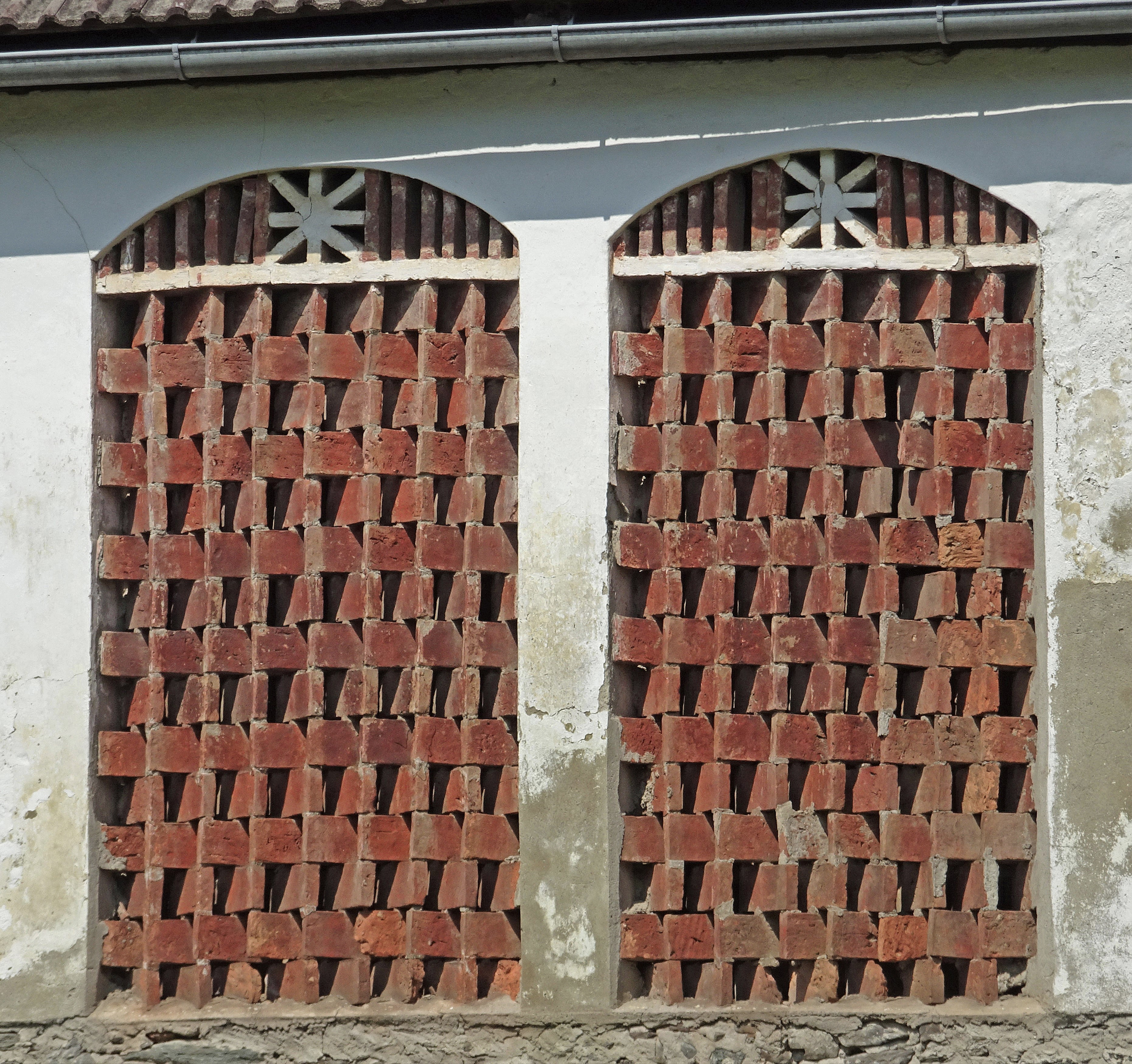
Ziegelgitterfenster